# ویلبرتون (کانزاس)
ویلبرتون (به انگلیسی: Wilburton) یک منطقهٔ مسکونی در ایالات متحده آمریکا است که در شهرستان مورتون، کانزاس واقع شده‌است. ویلبرتون ۱٬۰۴۴٫۸۷ متر بالاتر از سطح دریا واقع شده‌است.